# Euryoryzomys lamia
Euryoryzomys lamia es una especie de roedor de la familia Cricetidae.

## Distribución geográfica
Se encuentra sólo en el centro de Brasil. 